# Rocco (kráter)

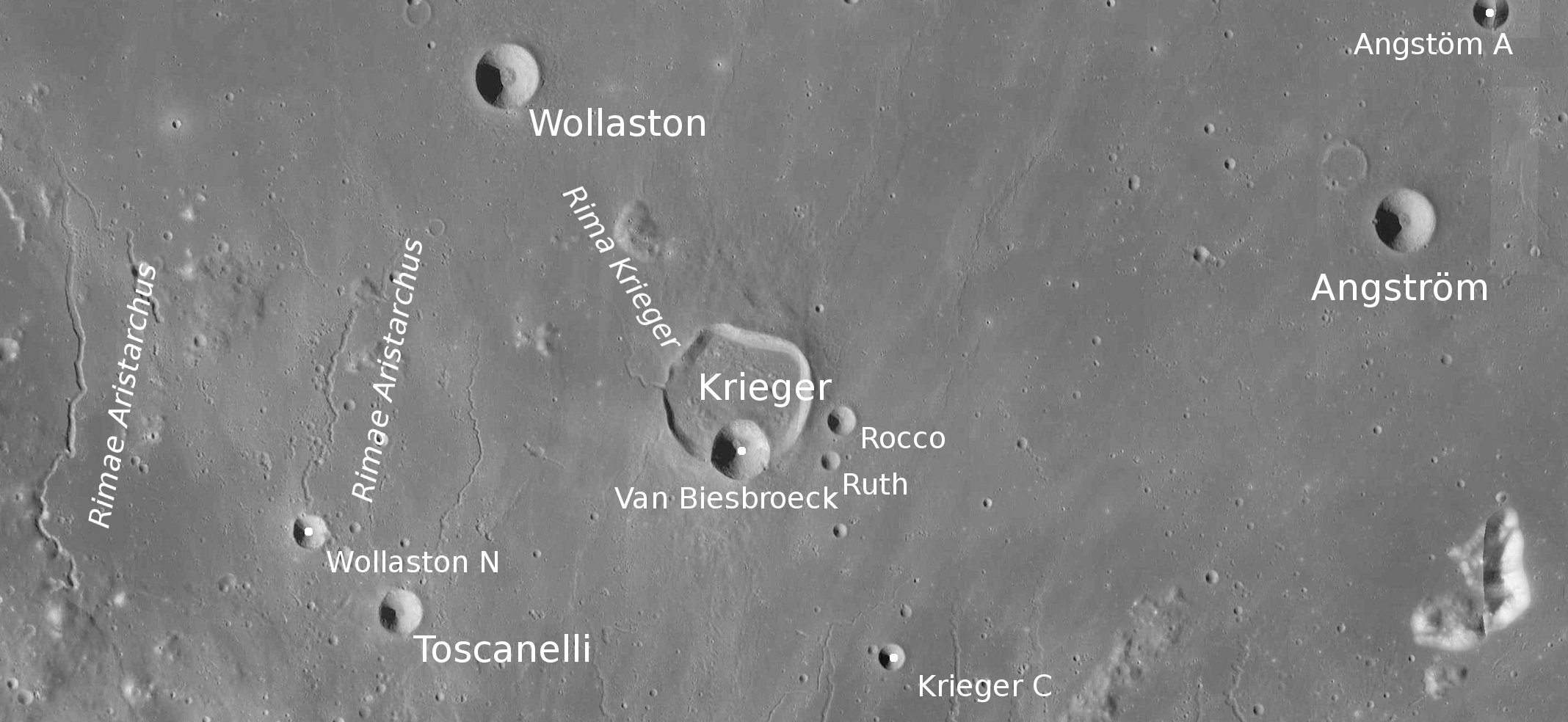
Kráter Rocco a okolí.

Rocco je malý impaktní kráter typu kráterové jamky nacházející se ve východní části měsíčního moře Oceanus Procellarum (Oceán bouří) na přivrácené straně Měsíce. Má průměr 4,4 km, jeho dno postrádá centrální pahorek. Než jej v roce 1976 Mezinárodní astronomická unie pojmenovala na současný název, nesl označení Krieger D.
Rocco leží východně od dvojice kráterů Krieger (který má lávou zatopené dno) a Van Biesbroeck. Jižně lze nalézt další malou kráterovou jamku Ruth. Více severozápadně leží kráter Wollaston, západo-jihozápadně Toscanelli a východo-severovýchodně Angström. Dále západně a jižně se táhne síť brázd Rimae Aristarchus.

## Název
Pojmenován je podle italského mužského křestního jména Rocco.